# Twirling
Twirling, pochází z anglického slova twirl (točení). Twirling je druh sportovního tance, který je kombinací mažoretek, gymnastiky a baletu. Hlavním rozdílem mezi mažoretkou a twirlingovou tanečnicí je, že v twirlingu se dbá především na držení těla, práci s hůlkou (tzv. Baton) a taneční kroky, přičemž v klasické mažoretce se dbá především na držení těla a pochod. V ČR existují dvě hlavní soutěžní organizace - NBTA (součást mezinárodní asociace twirlingu WBTF) a ČMTF [Česká mažoretková a twirlingová federace] (součást mezinárodní asociace EFBT a WAMT). V twirlingu se obzvlášť jedná se o práci s hůlkou, ale výjimkou nejsou ani vysoké výhozy, přičemž před tím, než twirlingová tanečnice chytne hůlku, dokáže udělat i tři a více podmetenek. S tímto zájmem začínají především děvčata, již v brzkém věku, nejčastěji okolo tří let. Základem je, aby každá tanečnice dokázala udělat provaz. V tomto tanečním sportu dominuje především Japonsko, přičemž nejznámější japonská škola twirlingu je SBC. Avšak za poslední roky také dominují Amerika a Francie. Twirling je nejrozšířenější v Číně. Často jezdí i zahraniční lektoři do České republiky učit děti nové prvky. 

## Asociace
NBTA (national baton twirling association)-mezinárodní asociace, která pořádá každým rokem soutěž twirlingových skupin, (oblastní kolo, mistrovství (Moravy a Slezska, Čech), mistrovství ČR, mistrovství Evropy a každé tři roky i mistrovství světa. Do této asociace jsou zapojeny například tyto země: Česko, Slovinsko, Bulharsko, Anglie, Holandsko, Belgie, Francie, Norsko , Itálie ...
NBTA je asociace, která přinesla twirling do ČR a díky které se můžeme twirlingu věnovat.
IMA (international majorettes association)- mezinárodní asociace která pořádá každým rokem soutěž twirlingových a mažoretkových skupin, (oblastní kola, mistrovství (Moravy a Slezska), mistrovství ČR, mistrovství Evropy, mistrovství světa. Do této asociace jsou zapojeny například tyto země: Česko, Slovensko, Polsko, Německo, Francie...
WBTF (World Baton Twirling Federation) - mezinárodní asociace, která pořádá už druhým rokem soutěž twirlingových skupin (mistrovství ČR, mistrovství Evropy a mistrovství světa v twirlingu). Do této asociace jsou zapojeny tyto země: Kanada, Anglie, Francie, Itálie, Japonsko, Nizozemí a USA.
IFMS (International Federation Majorettes Sport)- mezinárodní asociace, která pořádá už šestnáctým rokem soutěž mažoretkových skupin.

## Oděvy
Twirlingové oděvy nabízí obrovskou možnost výběru. Dresy se dost podobají jako na moderní gymnastice, ale může být i overal nebo pouze dres bez sukně. Dresy musí být nutně vyrobeny z elastické látky, často navíc lesklé, saténové nebo například pošité flitry a zdobený kamínky.